# HMS Myngs (R06)
«Мінгз» (англ. HMS Myngs (R06)) — військовий корабель, лідер ескадрених міноносців типу «Z» Королівського військово-морського флоту Великої Британії часів Другої світової війни.
Лідер ескадрених міноносців «Мінгз» закладений 27 травня 1942 року на верфі компанії Vickers-Armstrongs у Тайнсайді. 31 травня 1943 року він був спущений на воду, а 23 червня 1944 року увійшов до складу Королівських ВМС Великої Британії. Есмінець брав участь у бойових діях на морі в Другій світовій війні, бився у Північній Атлантиці, біля берегів Англії та Норвегії, супроводжував арктичні конвої. За проявлену мужність та стійкість у боях бойовий корабель заохочений двома бойовими відзнаками.
Після завершення війни залишався у складі Королівського флоту, згодом виведений до резерву та планувався до модернізації за програмою фрегатів типу 15. Але 1955 року проданий Єгипту й 28 серпня 1956 року після модернізації та ремонту в лавах ВМС Єгипту, як «Ель Кахер».

## Бойовий шлях

### 1944
Уночі проти 13 листопада 1944 року флотське угруповання, на підставі розвідувальних даних перехоплення «Ультри», з крейсерів «Кент» та «Беллона», есмінців «Мінгз», «Верулам», «Замбезі» і «Алгонкін» здійснили атаку на німецький конвой KS 357 поблизу норвезького узбережжя між Лістерфіордом та Еґерсундом. Результатом атаки стало потоплення німецького суховантажного судна «Грейф», французького «Корноайллес», а також мінних тральщиків M 427 і M 416, мисливців за підводними човнами UJ 1221, UJ 1223 і UJ 1713.

### 1945
1 січня 1945 року лідер «Мінгз» з крейсером «Дайадем», ескортним авіаносцем «Віндекс» та есмінцями «Серапіс», «Савідж», «Скодж», «Сторд», «Замбезі», «Зебра», «Алгонкін» і «Сіу» вийшов на ескорт арктичного конвою JW 63 до Кольської затоки.
23 березня він брав участь у супроводі арктичного конвою RA 65, який супроводжували крейсер «Дайадем», ескортні авіаносці «Трампітер» та «Кампаніа», з есмінцями «Сторд», «Опорт'юн», «Оруелл», «Савідж», «Скодж», «Скорпіон», «Замбезі» і «Сіу».

### У складі єгипетського флоту
28 серпня 1956 року після модернізації та ремонту в лавах ВМС Єгипту, як «Ель Кахер». У 1969—1970 роках корабель був переобладнаний та оснащений радянською електронікою та повернувся до своєї бази в порту Береніс, щоб і далі виконувати свої завдання. Це був період війни на виснаження; бойові дії між «6-денною війною» та «Йом-Кіпур» між Єгиптом та Ізраїлем.
16 травня 1970 року крило ізраїльських винищувачів «Міраж III» атакувало судно, коли воно стояло на якорі. Попри зенітний вогонь есмінець зазнав значних уражень від стрільби ізраїльської авіації та зайнявся. Пожежа поширилася по всьому кораблі, внаслідок чого він швидко згорів